# Escudo de Badajoz
El escudo de la ciudad de Badajoz y de su provincia posee la siguiente descripción heráldica:
En un campo de azur (azul), un león rampante de púrpura, linguado, uñado, armado de gules (rojo) y coronado de oro acompañado en su diestra de una columna de plata, con la base y capitel del mismo esmalte (color) y rodeada de una cinta de oro cargada de letras de gules, "Plus Ultra", (del latín Plus Ultra) sobre la tierra de sínople (verde). Las armas del escudo de Badajoz, en lo que concierne a su león, son las mismas que los emblemas atribuidos a la Infanta Pilar de Borbón, Duquesa de Badajoz.
El escudo aparece timbrado con una corona real cerrada, compuesta por un círculo de oro engastado de piedras preciosas que sostiene ocho florones, de hojas de acanto, visibles cinco, interpolado de perlas y de cuyas hojas salen sendas diademas decoradas con perlas, que convergen en un orbe de azur (azul), con el semimeridiano y el ecuador de oro sumado de cruz de oro. La corona está forrada de gules o rojo. 
La corona real suele aparecer representada esquemáticamente con trazos dorados. 
La corona real cerrada se ha adoptado recientemente en el escudo oficial usado tanto por el Ayuntamiento de Badajoz como por la Diputación Provincial de Badajoz. Tradicionalmente en ambos blasones aparecía representada una Corona (abierta, sin diademas, orbe ni cruz).
El león que figura en las armas de Badajoz fue adoptado de la heráldica leonesa ya que Badajoz fue conquistada en 1230 por el rey Alfonso IX, rey de León. La columna que aparece representa es una de las dos Columnas de Hércules que son los soportes del escudo de España.

## Logotipo del Ayuntamiento y la Diputación Provincial

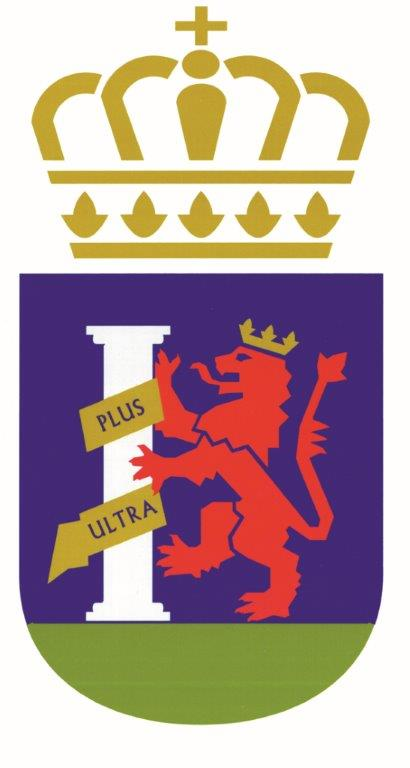
Logotipo del Ayuntamiento de Badajoz, también utilizado por la Diputación Provincial de Badajoz, en cuanto a la identidad corporativa, con algunas versiones.

El logotipo del Ayuntamiento de Badajoz, ha mantenido los elementos heráldicos (conservando el fondo azul y el lema "Plus Ultra"). Representa, con un diseño esquemático, el escudo de armas de la ciudad, con el león rampante de púrpura, linguado, uñado, coronado de oro, acompañado en su diestra de una columna de plata, con la base y capitel del mismo esmalte (Columna de Hércules); timbrado con corona real dorada, pero consistente en un círculo de oro engastado de piedras preciosas en representaciones heráldicas. Existe una versión similar para la Diputación Provincial de Badajoz.

## Escudos antiguos de Badajoz
Las armas antiguas de la ciudad de Badajoz estuvieron formadas por un campo de azur, con dos columnas de plata acompañadas de dos leones de púrpura (con frecuencia representados de gules) afrontados sobre la tierra de sínople. Al timbre corona ducal abierta.
Con los dictámenes, entre ellos el de la Real Academia de la Historia, el 21 de marzo de 1991 se aprueba por el Pleno de la Corporación Local de Badajoz, el que, en lo sucesivo, sería el escudo de la ciudad, consistente en un solo león rampante y una sola columna. De esta forma, se resolvía y corregía felizmente un periodo de confusión, iniciado en el año 1915, desde el que se venía utilizando en documentación oficial, sellos, vehículos, etc. el escudo con dos leones y dos columnas.
En algunos casos llegó a presentar Corona ducal en lugar de una Corona real abierta.

### Galería de antiguos escudos
|                                                                |
| Antiguas armas, usado por la ciudad y la provincia de Badajoz. |

|                                                                |
| Antiguas armas, usado por la ciudad y la provincia de Badajoz. |

| |
| Versión del escudo de la ciudad de Badajoz, que fue sustituida en la heráldica oficial por otra similar a la que también tuvo el escudo provincial. Habría otro modelo de similares características. |

| |
| Antiguo escudo que tuvo tanto la provincia como la ciudad de Badajoz, timbrado por una corona abierta que ha sido sustituida en la heráldica oficial por la corona real cerrada. Habría otro modelo de similares características, pero el león con corona en la cabeza. |